# 凉山杜鹃
凉山杜鹃（学名：Rhododendron huanum）为杜鹃花科杜鹃花属下的一个种。

## 扩展阅读
- 維基物種上的相關：凉山杜鹃